# Zriny vára
Zriny vára (horvátul: Stari grad Zrinj) a Zrínyi család névadója és ősi fészke.

## Fekvése
Sziszek városától légvonalban 33, közúton 50 km-re délre, Dvortól légvonalban 14, közúton 17 km-re északra a Báni végvidék déli részén, a Zrinyi-hegység területén, a Zrinčina-patak felett áll.

## Története
Zriny vára a 13. században épült. 1293-ban a Babonicsok krajnai ágáé volt, majd rokonáé János báné. 1328-tól Raholcai Tót Lőrincé, ekkor „Ziryn” néven említik. 1347-ben a király cserével megszerezte és Subics Gergely és György grófoknak adta. Ezután a Györgytől származó Zrínyieké, akik róla vették családi nevüket. Régebbi magyar források „Zerin” néven is említik. Végvári őrségét 1576-ban 125 gyalogos alkotta. 1577 őszén foglalta el a török és 1688-ig az Oszmán Birodalom egyik végvára volt. 1718-ban szabadult fel végleg, de már akkor is rossz állapotban volt. Ezután elveszítette jelentőségét, csak némi katonaság állomásozott benne. Sorsát a 19. században kitört tűzvész pecsételte meg, melyet valószínűleg az itt állomásozó katonák okoztak. A legutolsó kísérlet a vár megmentésére a 20. században történt, amikor a Horvát sárkány rend újjá akarta építeni.

## A vár mai állapota
Zriny középkori várából mára csak rom maradt. A falak egy ovális platót kerítenek, néhol még emeletnyi magasságban állnak. Még láthatók az egykori védőtorony, a trapéz alakú bástya maradványai. Az egykori várkapuból mára semmi sem maradt, a helyén egy lyuk tátong a falon. Az északi oldalon látható még a vár legrégibb bejárata, mely a gyalogosok és lovasok számára szolgált. Előtte valószínűleg felvonóhíd volt. A keleti falon 1975-ben még látszott két puskalőrés, a horvát történész Ivan Kukuljević Sakcinski szerint egykor ilyen lőrések voltak körben a falakon. A vár területén a 19. század végén még gyümölcsöt termesztettek, a négyszögletes védőtorony pedig még a II. világháború előtt is tető alatt volt. 1943-ban a faluval egy időben gyújtották fel a partizánok. Ma a második emelet magasságáig áll, megmaradt rajta néhány kis ablak. Jól láthatók az állagmegóvó munkák nyomai. A falakon kívülről a feltárások során szépen faragott oszloptöredékek, gótikus ablak kerete, finoman megmunkált kövek kerültek elő. Ezek az egykori várpalotából származtak. A várról készült korabeli rajzok a falakon belül még több épületet ábrázolnak, köztük egy kisebb szakrális építményt is, mely valószínűleg egy Szent György tiszteletére szentelt kis kápolna volt.